# Криваја (Удине)
Криваја је насеље у Италији у округу Удине, региону Фурланија-Јулијска крајина.
Према процени из 2011. у насељу је живело 29 становника. Насеље се налази на надморској висини од 435 м.